# Ендрю Белл
Ендрю Белл (англ. Andrew Bell; нар. 1726, Единбург — пом. 1809, Единбург) — шотландський гравер і друкар. Разом з Коліном Макфаркуером заснували Encyclopædia Britannica у 1768 році.
Народився в сім'ї пекаря 1726 року, м. Единбург. Не отримавши шкільної освіти, його було віддано на навчання до гравера Річарда Купера. Белл почав роботу з гравірування імен на собачих нашийниках, гербів тощо. Також виготовив на мідній дошці майже всі гравюри з першого по четверте видання Британіки: 160 для 1-го, 340 для 2-го, 542 для 3-го і 531 для 4-го. Для першого видання Ендрю вигравіював три сторінки анатомічно точних зображень жіночих статевих органів та внутрішньоматкових плодів для статті про гінекологію. Ці ілюстрації настільки вразили короля Георга III, що він наказав вирвати їх із кожної копії енциклопедії. Крім цього, 50 прикладних листів для третього видання енциклопедії були вигравіровані Д. Лізарсом[джерело?] .
При житті мав проблеми зі здоров'ям, у нього були викривлені ноги та величезний ніс. Щоразу, коли звертали увагу на його природний ніс, він інколи збільшував версію органу за допомогою пап'є-маше. Був невисокого зросту — 4 фути 6 дюймів (1 метр 37 сантиметрів). Проте не зважаючи на свій зріст, Белл свідомо їздив верхи на найвищому коні в Единбурзі.
За сімейним станом був одружений з Енн Вейк у 1756 році, яка була дочкою працівника акцизного управління.
Після смерті Макфаркуера у 1793 році Белл викупив усі авторські права на Британіку та залишався єдиним її правовласником аж до своєї смерті у 1809 році.